# Ирина Бачо-Кирова
Ирина Бачо-Кирова, също Бачо Кирова или Бачокирова, е дъщеря на видния възрожденски културен деец и революционер Бачо Киро. Родена е в Бяла черква или Мусина през 1857 г., омъжена за син на Филип Тотю, починала в Летница през 1897 г.
Авторка е на първата стихосбирка от жена в страната, която излиза под заглавие „Българка“ през 1890 г.

## Биография
Родена е през 1857 г. в Бяла черква или Мусина като второ дете в семейството на Бачо Киро и първата му съпруга Никула. Получава начално образование в Бяла черква. От 1870 г. учи в четвъртокласния курс на девическия отдел на Габровската Априловска гимназия. Нейното обучение се заплаща частично от белочерковската черковно-училищна община с условието Ирина да стане учителка в Бяла черква. Парите не са употребени напразно – по всеобщо мнение Ирина е най-интелигентното дете на Бачо Киро.
Става учителка в родното си село през 1875 г. Непосредствено преди Априлското въстание е сгодена за Тодор (Теодор) Лука Лефтеров (1852 – 1876), завършил колеж в Англия, учител в съседното село Михалци. Лефтеров участва в защитата на Дряновския манастир от четата на поп Харитон Халачев по време на Априлското въстание, заловен е в последната битка (8 май) и е заклан по заповед на Фазлъ паша.
На 6 юли (24 юни стар стил) 1877 г. Ирина Бачокирова, придружена от белочерковския свещеник Тодор Дончев Гецов, посреща с прочувствена реч руските освободителни войски от предния отряд на ген. Гурко, навлезли в селището.
Възхитени от посрещането, руските офицери правят дарение от няколко златни рубли, с което Ирина Бачо-Кирова основава фонд за построяване на паметник в чест на Освобождението и освободителите. Събраните средства са използвани за построяване през 1878 г. на камбанария към черквата „Св. Димитър“ в Бяла черква. Тази камбанария е първият паметник в България в чест на Освобождението.
След 1880 г. Ирина напуска Бяла черква и се преселва в с. Летница. В същото село е омъжена по-голямата ѝ сестра Мария. Там Ирина се запознава с Тодор Тотев, син на войводата Филип Тотю. През 1886 г. се женят, ражда им се син, кръстен на дядо си Филип. Детето умира на около 2-годишна възраст. Бракът ѝ с Тотев не може да се нарече щастлив. Тодор води разпуснат живот, често е пиян. През 1889 г. семейството се преселва в София, където Ирина работи като учителка, а Тотев е назначен от Стефан Стамболов за полицейски пристав. След падането на Стамболов от власт Тотев е осъден на 6 г. затвор. Ирина се завръща в Летница, където умира от туберкулоза през 1897 г. Погребана е в двора на църквата в Летница. На гроба е издигнат скромен паметник, който жителите на града пазят и поддържат с любов.
Ирина е била в течение на подготовката за въстанието през 1876 г., дори си е ушила въстаническа униформа с намерение да участва в Белочерковската чета. През 1935 г. най-малката ѝ сестра Димитра разказва: „... Ирина беше много безстрашна, приличаше на тате. При татко тя ходи на няколко пъти в Търново, за да го окуражава и тя беше последната, която можа да го види преди да го обесят.“

## Творчество
Стихосбирката ѝ „Българка“ съдържа стихотворения, свързани с дълбоката скръб по нейната първа любов Тодор Лефтеров, и по-рано починалото ѝ детенце. Наред с тях са публикувани и няколко стихотворения на баща ѝ Бачо Киро, както и две негови прощални писма. Висока оценка за направеното от нея приживе изразява и свекъра ѝ съпругата на Филип Тотю.